# Xã South Roscoe, Quận Hodgeman, Kansas
Xã South Roscoe (tiếng Anh: South Roscoe Township) là một xã thuộc quận Hodgeman, tiểu bang Kansas, Hoa Kỳ. Năm 2010, dân số của xã này là 62 người.